# British Darts Organisation
Die British Darts Organisation (BDO) war ein Darts-Verband, der von 1973 bis 2020 aktiv war.

## Geschichte
Die Turniere der British Darts Organisation wurden in Großbritannien oft über die BBC, in den Niederlanden über SBS6 ausgestrahlt. Die BDO war zusammen mit etwa 60 anderen Verbänden Mitglied der World Darts Federation (WDF, gegründet 1976). Nach einem Regelverstoß wurde der BDO 2019 allerdings die Vollmitgliedschaft aberkannt. Sie wurde zu einem „Associate Member“ zurückgestuft, womit sie nicht mehr der offizielle Dartsverband von England war und auch ihre Weltmeisterschaft nicht mehr durch den Weltverband anerkannt wurde.
Von einer Gruppe Berufssportlern abgesehen, vertrat die BDO alle britischen Dartspieler. Seit 1978 richtete die BDO Weltmeisterschaften aus, seit 2001 auch für Frauen.
1992 spaltete sich unter dem Einfluss von Sky Television das World Darts Council (WDC), 1997 umbenannt in Professional Darts Corporation (PDC), von der BDO ab, deren Turniere in den Niederlanden vorrangig vom Fernsehsender RTL 5 übertragen werden. Zahlreiche der besten Spieler der BDO, darunter Phil Taylor, Dennis Priestley, Rod Harrington, Jocky Wilson, Eric Bristow, Keith Deller, John Lowe und Bob Anderson, wurden Gründungsmitglieder der PDC und verließen die BDO. Sie hatten zuvor beklagt, dass die BDO zu wenig für ein besseres Image sowie für die Professionalisierung des Dartsports tue und den Spielern keine Profi-Karriere ermögliche.
Im Laufe der Zeit wechselten immer mehr bekannte Spieler oder aussichtsreiche Talente von der BDO zur PDC, so etwa 2006 Raymond van Barneveld, 2007 Michael van Gerwen, Vincent van der Voort und Jelle Klaasen, 2008 Robert Thornton, 2009 Gary Anderson oder zuletzt 2019 Glen Durrant. Dadurch hatte die PDC im internationalen Dartsport allmählich einen deutlich höheren Stellenwert als die BDO erlangt. Nach finanziellen Problemen bei der Ausrichtung der Weltmeisterschaft 2020 wurde der kommerzielle Arm der Organisation, der für die Ausrichtung der Major-Turniere verantwortlich war, im Juni 2020 insolvent, was das Ende der von der BDO ausgetragenen Major-Turniere bedeutete. Nachdem sämtliche von der BDO verwalteten Counties auf die neugegründete United Kingdom Darts Association übergingen, wurde im September 2020 schließlich auch der Rest der BDO liquidiert.

## BDO-Weltrangliste
Die BDO Invitation Table war die offizielle Rangliste der teilnehmenden Spieler der Dartsorganisation British Darts Organisation. Im Gegensatz zur PDC Order of Merit setzte die BDO Invitation Table auf ein Punktesystem.
Die Turniere wurden in verschiedene Kategorien aufgeteilt, wobei die Major-Turniere die The Lakeside World Professional Championship, die World Trophy und die Winmau World Masters waren. Nur die zwölf besten Platzierungen wurden gewertet.
| Turnierkategorie          | Sieg | Finale | HF | VF | AF | R32 | R64 | R128 |
| BDO Major Turniere        | 49   | 42     | 35 | 28 | 21 | 14  | 7   | 4    |
| BDO Kategorie A+ Turniere | 49   | 42     | 35 | 28 | 21 | 14  | 7   | 4    |
| BDO Kategorie A Turniere  | 35   | 30     | 25 | 20 | 15 | 10  | 5   |      |
| BDO Kategorie B Turniere  | 24   | 20     | 16 | 12 | 8  | 4   |     |      |
| BDO Kategorie C Turniere  | 18   | 15     | 12 | 9  | 6  |     |     |      |
| BDO Kategorie D Turniere  | 14   | 12     | 10 | 8  | 6  |     |     |      |

Die ersten 26 (27, wenn sich der Finalist bereits durch die Rangliste qualifiziert hatte) qualifizierten sich bei den Herren für die Weltmeisterschaft. Dabei wurde allerdings der Stand vom September des vorangegangenen Jahres verwendet. Bei den Damen qualifizierte sich die Top 14 für die Weltmeisterschaft.
Die Top 26 bei den Herren und die Top 14 bei den Damen (inklusive der fünf besten deutschsprachigen Dartspieler) mit dem Stand vom 18. März 2020 waren:
| Platz | Spieler              | Punkte |
| ----- | -------------------- | ------ |
| 01    | Jim Williams         | 381    |
| 02    | Wesley Harms         | 365    |
| 03    | Wayne Warren         | 329    |
| 04    | Nick Kenny           | 313    |
| 05    | Michael Warburton    | 306    |
| 06    | Martijn Kleermaker   | 283    |
| 07    | Dave Parletti        | 263    |
| 08    | Richard Veenstra     | 261    |
| 09    | David Evans          | 250    |
| 09    | Mario Vandenbogaerde | 250    |
| 11    | Simon Stainton       | 230    |
| 12    | Paul Hogan           | 223    |
| 13    | Ryan Hogarth         | 213    |
| 14    | Andy Hamilton        | 210    |
| 15    | Dennie Olde Kalter   | 205    |
| 16    | Chris Landman        | 202    |
| 16    | Thibault Tricole     | 202    |
| 18    | Ross Montgomery      | 201    |
| 19    | Martin Adams         | 198    |
| 19    | Willem Mandigers     | 198    |
| 21    | Gary Stone           | 196    |
| 22    | Nick Fullwell        | 193    |
| 23    | Leighton Bennett     | 192    |
| 24    | Sebastian Steyer     | 190    |
| 25    | Jason Heaver         | 186    |
| 26    | Aaron Turner         | 181    |
| …     |                      |        |
| 50    | Michael Unterbuchner | 109    |
| …     |                      |        |
| 107   | Thomas Junghans      | 51     |
| …     |                      |        |
| 129   | Tom Burquel          | 45     |
| …     |                      |        |
| 138   | Rupert Frauendienst  | 42     |
| …     |                      |        |
| 141   | Patrick Plötz        | 41     |

| Platz | Spielerin                | Punkte |
| ----- | ------------------------ | ------ |
| 01    | Lisa Ashton              | 431    |
| 02    | Beau Greaves             | 415    |
| 03    | Fallon Sherrock          | 406    |
| 04    | Anastasia Dobromyslova   | 359    |
| 04    | Lorraine Winstanley      | 348    |
| 06    | Aileen de Graaf          | 336    |
| 07    | Mikuru Suzuki            | 329    |
| 08    | Deta Hedman              | 328    |
| 09    | Laura Turner             | 311    |
| 10    | Maria O’Brien            | 274    |
| 11    | Kirsty Hutchinson        | 265    |
| 12    | Paula Jacklin            | 263    |
| 13    | Corrine Hammond          | 255    |
| 14    | Tori Kewish              | 247    |
| …     |                          |        |
| 56    | Katharina Vonrufs-Henkel | 84     |
| …     |                          |        |
| 90    | Stefanie Lück            | 57     |
| …     |                          |        |
| 100   | Irina Armstrong          | 49     |
| …     |                          |        |
| 123   | Christina Schuler        | 39     |
| …     |                          |        |
| 145   | Jessica Bintz            | 32     |